# Barbus cyclolepis
Barbus cyclolepis és una espècie de peix cipriniforme de la família dels ciprínids.

## Morfologia
Els mascles poden assolir els 30 cm de longitud total.

## Distribució geogràfica
Es troba a Grècia, Bulgària, Turquia i algunes zones de l'antiga URSS.